# Magdalena Fularczyk
Magdalena Fularczyk-Kozłowska, née le 16 septembre 1986 à Wąbrzeźno, est une rameuse polonaise, championne du monde, en deux de couple.

## Biographie
Avec Julia Michalska, elles ont formé un équipage en deux de couple, qui a remporté le titre mondial en 2009.
Pour ses performances sportives, elle reçoit la croix de Chevalier (2009) de l'Ordre Polonia Restituta.
Magdalena Fularczyk est sacrée rameuse de l'année 2016 avec sa compatriote Natalia Madaj par la Fédération internationale des sociétés d'aviron.

## Palmarès

### Jeux olympiques
- 2016 à Rio de Janeiro (Brésil)
  -  Médaille d'or en deux de couple.
- 2012 à Londres (Royaume-Uni)
  -  Médaille de bronze en deux de couple.

### Championnats du monde
- 2014 à Amsterdam, (Pays-Bas)
  -  Médaille d'argent en deux de couple
- 2013 à Chungju, (Corée du Sud)
  -  Médaille de bronze en quatre de couple
- 2010 à Hamilton, (Nouvelle-Zélande)
  -  Médaille de bronze en deux de couple
- 2009 à Poznań, (Pologne)
  -  Médaille d'or en deux de couple

### Championnats d'Europe
- 2015 à Poznań, (Pologne)
  -  Médaille d'or en deux de couple
- 2014 à Belgrade, (Serbie)
  -  Médaille d'or en deux de couple
- 2013 à Séville, (Espagne)
  -  Médaille d'argent en deux de couple
- 2010 à Montemor-o-Velho, (Portugal)
  -  Médaille d'argent en deux de couple
- 2008 à Marathon, (Grèce)
  -  Médaille d'argent en deux de couple